# Taha Husein
Taha Husein (arapski طه حسين)- rođen je 14. prosinca 1889. godine u jednom selu u srednjišnjem Gornjem Egiptu. Bio je jedan od najutjecajnijih egipatskih pisaca i intelektualaca. Bio je na čelu modernističkog pokreta Egipta i postao dekanom arapske književnosti.  Rođen je u skromnim okolnostima i zaslijepljen je bolešću u dobi od dvije godine. Kao mali pohađao je mekteb (islamsku tradicionalnu školu). Godine 1902. poslan je na 
Sveučilište Al-Azhar u Kairu, vodeći sunitski centar visokog islamskog obrazovanja, ali ubrzo se sukobio s prevladavajućim konzervativnim vlastima. 1908. upisao je novootvoreno sekularno sveučilište u Kairu, a 1914. prvi je tamo stekao doktorat. Daljnja studija na Sorboni upoznala ga je s kulturom Zapada. Umro je 28. listopada 1973. godine.
Jedno od najpoznatijih dijela mu je roman "Dani".Bio je dugogodišnji rukovodilac Filološkog fakulteta u Kairu,umjetnički savjetnik Ministarstva za obrazovanje i nauku,rektor Aleksandrijskog univerziteta koga je i osnovao,ministar obrazovanja i znanosti,itd.Godine 1940. izabran je za člana Akademije znanosti u Kairu čiji je predsjednik bio sve do smrti.U svijetu je također veoma cijenjen.Dodijeljen mu je počasni doktorat znanosti u Francuskoj, Španjolskoj, Italiji, te čitav niz odlikovanja po arapskim zemljama.
Kandidovan je za Nobelovu nagradu za književnost,a dan uoči smrti dobio je Nagradu Ujedinjenjih naroda za doprinos ostvarenju i zaštiti prava čovjeka. Smrt ga je pretekla za jedan dan te nije otputovao u New York na uručenje nagrade-umro je 26.oktobra 1973.godine. Predsjednik Sadat naredio je da se ukopa uz najviše državne počasti.Među šezdeset i sedam biobliografskih jedinica Tahe Hueina,u kojima preovlađuju knjižnohistorijske i književnokrtičke studije,valja spomenuti i nekoliko književnohistorijskih djela:romane Zov al-karuvana (Kairo,1934.), Književnik (Kairo,1935.), Izgubjena ljubav (Kairo,1943.), Šeherzadini snovi(Kairo,1943.), Stablo bijede (Kairo,1944.),te zbirku kratkih priča Paćenici na zemlji (Kairo,1949.) i novelu Šta je iz rijeke (1946-47.).